# Clubiona durbana
Clubiona durbana är en spindelart som beskrevs av Roewer 1951. Clubiona durbana ingår i släktet Clubiona och familjen säckspindlar. Inga underarter finns listade i Catalogue of Life.